# 木格
木格（蒙古语转写：Müge，羅馬化：Mūka Nūyān，见《史集》），出身札剌亦儿部，是13世纪初蒙古帝国的千户长之一。《元朝秘史》等汉文史料中记作蒙客、木格。他被成吉思汗任命为次子察合台的王傅，所率千户成为察合台汗国的雏形。

## 生平
木格在1206年蒙古帝国建国时，被成吉思汗任命为95名千户长之一，《元朝秘史》功臣表中位列第37位。没有记载他的家族出身，《史集》记载他是札剌亦儿部的“那可儿”（nökör，意为属民或家臣）。
成吉思汗分封诸子（术赤、察合台、窝阔台）及诸弟（合撒儿、合赤温、铁木哥斡赤斤）时，木格与亦都合歹、巴鲁剌思部的合剌察儿、八阿邻部的阔可搠思等人一同被任命为察合台的王傅。此四人率领的千户，成为察合台汗国的早期核心力量。
关于木格后期的事迹记载较少。那珂通世认为《元史·卷133》中记载的孛蘭奚的祖父忙哥与木格为同一人，其子孙居住在应昌；但村上正二批判此观点，认为木格作为察合台家王傅，其子孙在中亚活跃的记载与“忙哥”事迹吻合度低，二者为同一人的可能性较小。

## 后裔
木格之子也速儿继承父业，效力于察合台汗国并成为那可儿首领。也速儿在《集史》中又称“也可·也速儿”（意为“大也速儿”）或“也速儿那颜”。13世纪60年代后期，察合台汗国在继承权战争中陷入内乱，察合台曾孙八剌重新统一汗国，也速儿担任其军团长。
八剌与窝阔台系的海都、术赤系的忙哥帖木儿通过塔拉斯河庫里爾台大會分割中亚领土，并计划联合进攻西南的伊儿汗国。也速儿进谏：“最好的策略是和平。阿八哈汗（当时的伊儿汗国君主）是伟大的统治者，与他缔结和平对我们是荣誉。”但八剌没有采纳，强行出兵，并在出征前罢免也速儿，改任同属札剌亦儿部的札剌亦儿台为主将。
最终，八剌在卡拉苏平原之战中被阿八哈汗击败，不久后身亡。察合台汗国汗位经波折由八剌之子都哇继承，也速儿被派往巴里黑、巴忒吉思等地镇守边境,防备伊儿汗国。他的一个儿子在与伊儿汗国的战争中被俘。